# Lijst van rijksmonumenten in Cuijk
De plaats Cuijk telt 19 inschrijvingen in het rijksmonumentenregister. Hieronder een overzicht. 
| Object                                                                          | Oorspronkelijke functie?                                                      | Bouwjaar       | Architect                | Locatie                    | Coördinaten?                  | Nr.?   | Afbeelding                                               |
| ------------------------------------------------------------------------------- | ----------------------------------------------------------------------------- | -------------- | ------------------------ | -------------------------- | ----------------------------- | ------ | -------------------------------------------------------- |
| Klassicistisch kerkje                                                           | Kerk en kerkonderdeel                                                         | 1809           |                          | Grotestraat 102            | 51° 43' 36" NB, 5° 52' 58" OL | 11620  | Meer afbeeldingen                                        |
| Jan van Cuijk                                                                   | Industrie- en poldermolen                                                     | 1860           |                          | Heerstraat 4               | 51° 43' 14" NB, 5° 53' 23" OL | 11621  | Meer afbeeldingen                                        |
| Kerktoren van de Martinus                                                       | Kerk en kerkonderdeel                                                         | 15e eeuw       |                          | Kerkstraat 6 / Castellum 1 | 51° 43' 45" NB, 5° 52' 60" OL | 11622  | Meer afbeeldingen                                        |
| Sint Martinus                                                                   | Kerk en kerkonderdeel                                                         | 1913           | Caspar Franssen          | Kerkstraat 8               | 51° 43' 45" NB, 5° 52' 59" OL | 11623  | Sint Martinus                                            |
| R.K.Pastorie                                                                    | Kerkelijke dienstwoning                                                       | begin 19e eeuw |                          | Kerkstraat 10              | 51° 43' 45" NB, 5° 52' 57" OL | 11624  | Meer afbeeldingen                                        |
| Overhage                                                                        | Woonhuis                                                                      | 18e-19e eeuw   |                          | Overhage 18                | 51° 43' 40" NB, 5° 51' 35" OL | 11625  | Overhage                                                 |
| Tuinkoepel van het huis Overhage met kelder en daardoor hooggelegen kamer       | Woonhuis                                                                      |                |                          | Overhage 14                | 51° 43' 40" NB, 5° 51' 38" OL | 11626  | Meer afbeeldingen                                        |
| Looierij Requoin: looierijgebouw of fabriekshuis                                | Nijverheid                                                                    | 1838           |                          | Grotestraat 3              | 51° 43' 47" NB, 5° 52' 53" OL | 517506 | Looierij Requoin: looierijgebouw of fabriekshuis         |
| Looierij Requoin: fabrikantenwoonhuis                                           | Woonhuis                                                                      | 1843           | Oscar Leeuw (verbouwing) | Grotestraat 1              | 51° 43' 48" NB, 5° 52' 53" OL | 517514 | Looierij Requoin: fabrikantenwoonhuis                    |
| Aloysius-gesticht                                                               | Klooster, kloosteronderdl                                                     | 1887 en 1900   | W. van Aalst             | Grotestraat 66             | 51° 43' 41" NB, 5° 52' 53" OL | 517516 | Aloysius-gesticht                                        |
| Kerkhofkapel Martinus                                                           | Kapel                                                                         | 1898           | P.J.H. Cuypers           | Kerkstraat 6 / Castellum 1 | 51° 43' 45" NB, 5° 52' 60" OL | 517518 | Meer afbeeldingen                                        |
| Café Tapperij Kansas (voorheen sigarenfabriek met loods)                        | Industrie                                                                     | 1908           |                          | Kerkstraat 7               | 51° 43' 47" NB, 5° 52' 57" OL | 517519 | Café Tapperij Kansas (voorheen sigarenfabriek met loods) |
| Heilig Hartbeeld                                                                | Gedenkteken                                                                   | 1927           |                          | hoek Grote-/Maasstraat     | 51° 43' 43" NB, 5° 52' 58" OL | 517522 | Heilig Hartbeeld                                         |
| Villa Zonnestraal                                                               | Woonhuis                                                                      | 1920           | Oscar Leeuw              | Stationsstraat 8           | 51° 43' 42" NB, 5° 52' 38" OL | 517527 | Upload foto                                              |
| Villa                                                                           | Woonhuis met kenmerken van de Chaletstijl en een strakke vorm van Art Nouveau | 1913           | Henri Smits              | Stationsstraat 29          | 51° 43' 40" NB, 5° 52' 33" OL | 517529 | Upload foto                                              |
| Looierij Requoin: fabrieksschoorsteen                                           | Industrie                                                                     | 1900-1925      |                          | Tuigleerstraatje           | 51° 43' 48" NB, 5° 52' 55" OL | 521345 | Meer afbeeldingen                                        |
| Terrein waarin restanten van een brug en een haven uit de Romeinse periode      | Archeologisch monument                                                        |                |                          |                            | 51° 43' 46" NB, 5° 53' 3" OL  | 524076 | Upload foto                                              |
| Complex voormalige timmerwerkplaats: woonhuis annex voormalige timmerwerkplaats | Industrie                                                                     | 1750-1917      |                          | Vorstendom 1               | 51° 43' 50" NB, 5° 52' 51" OL | 526749 | Meer afbeeldingen                                        |
| Complex voormalige timmerwerkplaats: halfopen schuur                            | Woonhuis                                                                      | 18e eeuw       |                          | Smidstraat 6               | 51° 43' 50" NB, 5° 52' 50" OL | 526821 | Upload foto                                              |